# 이용마
이용마(李容馬, 1969년 1월 10일~2019년 8월 21일)는 대한민국의 MBC 재직 언론인이다. 1969년 전라북도 남원에서 출생했고 전주에서 성장했다. 본관(本貫)은 광주 이씨(廣州 李氏)이다.

## 주요 이력
1969년 전라북도 남원에서 태어났고, 전라북도 전주에서 성장하였다. MBC(1997년 입사) 기자인 그는 전국언론노동조합 MBC 본부 홍보국 홍보 국장으로서 활동하다가 2012년 초에 MBC 파업을 주도하면서 방송국 내 보도국 소속 질서를 문란하게 했다는 이유로 2012년 3월 5일에 보해직되었다가 2017년 12월 8일에 5년 9개월만에 보도국에서 복귀하여 복직되었다 . 해직 후 2014년 4월부터 국민라디오에서 <이용마의 한국정치>를 진행하였다. 정치학 박사로서 서울대학교 한국정치연구소의 연구원으로 활동했다. 2015년 1월 5일. 신임 최승호 대표이사의 복직 선언에 따라, 5년만인 12월 11일 다시 출근하게 되었다.  2017년 12월 1일 방송 민주화 투쟁의 상징이라는 평과 함께 제5회 리영희상을 수상했다. 2019년 8월 21일 암투병 끝에 세상을 떠났다.
사망 이후에는 MBC 기자의 이름을 딴 언론상인 이용마 언론상이 제정되었고, 문화 방송 창사 60주년 기념으로 다큐멘터리 <이용마 마지막 리포트>를 방영하기도 했다.

## 학력
- 전주고등학교
- 서울대학교 정치학과(부전공: 외교학) 학사
- 서울대학교 대학원 정치학 석사
- 서울대학교 대학원 정치학 박사

## 경력
- MBC 보도본부 기자
- 전국언론노동조합 MBC본부 홍보국장
- 서울대학교 한국정치연구소 선임연구원
- 한국과학기술원(KAIST) 대우교수
- 숭실대학교 초빙교수
- 숙명여자대학교 초빙교수

## 가족
- 배우자: 김수영
- 자녀: 2남(이란성 쌍둥이)

## 관련 기사
- 유선희. 이용마 “불법파업이라고 월급 안주더니 퇴직금은 즉각 정산”. 한겨레신문. 2012년 5월 8일.
- 김효실. 7년 만에 돌아온 “MBC 뉴스 이용마입니다”. 한겨레신문. 2017년 12월 11일.
- 김지환. 文 대통령, 암투병 중인 이용마 MBC 기자 병문안. 경향신문. 2019년 2월17일.

## 관련 서적
- 《인물과 사상》. 인물과사상사. 2012년 5월호. ISBN 9771228378004
- 《세상은 바꿀 수 있습니다》. 창비. 2017년 10월 27일. ISBN 9788936486211

## 같이 보기
- 최경영
- 2012년 대한민국 언론 노조 파업